# آخمروو (شهرستان بلورتسکی، باشقیرستان)
آخمروو (انگلیسی: Akhmerovo, Beloretsky District, Republic of Bashkortostan) یک شهرک در شهرستان بلورتسکی باشقیرستان کشور روسیه است.